# Гогин, Виктор Фёдорович
Виктор Фёдорович Го́гин (12 октября 1906 — 1984) — директор Лисичанского химического комбината, Герой Социалистического Труда.

## Биография
Родился 12 октября 1906 года в деревне Олтухово в семье крестьянина. В 1924 году после окончания средней школы по путёвке отдела народного образования поступил на химический факультет Горьковского университета. В 1926 году был переведён в Ленинградский технологический институт, который окончил в 1930 году по специальности инженер-технолог.
После института В. Ф. Гогин был на руководящей работе на предприятиях химической промышленности. В 1930 году Виктора Фёдоровича направили для прохождения военно-производственной службы на Юзовский азотный завод (город Донецк), где он трудился главным инженером.
В марте 1945 года в составе группы советских специалистов-химиков посетил Польшу, Чехословакию и Восточную Германию, изучая химические предприятия. В августе 1945 года был направлен на Лисичанский химический комбинат. Здесь с 1945 по 1948 год исполнял обязанности главного инженера. В 1948—1954 годах работал заместителем директора по строительству ТЭЦ возводимого химкомбината. В 1954—1957 годах — заместитель директора по строительству, начальник управления капитального строительства Лисхимкомбината.
В июне 1957 года приказом министра химической промышленности В. Ф. Гогин был назначен директором Лисичанского химического комбината. В этой должности Виктор Фёдорович проработал до ноября 1968 года. И как директор, и как специалист, В. Ф. Гогин на протяжении всей своей трудовой жизни настойчиво работал над проблемами химизации народного хозяйства. На его счету ряд ценных изобретений и рационализаторских разработок, научных трудов по совершенствованию технологии азотного производства.
4 мая 1966 года за досрочное выполнение заданий семилетнего плана по выпуску химической продукции, эффективное использование внутренних резервов производства, внедрение новой техники и прогрессивной технологии комбинат был награждён орденом Ленина.
Указом Президиума Верховного Совета СССР от 28 мая 1966 года директору Лисичанского химического комбината Гогину Виктору Фёдоровичу присвоено звание Героя Социалистического Труда с вручением ордена Ленина и золотой медали «Серп и Молот».
После ухода с химкомбината работал во Всесоюзном научно-исследовательском институте химической промышленности в Киеве. Внёс большой личный вклад в разработку технологии производства азотных удобрений.
Скончался в 1984 году. Похоронен в Киеве на Байковом кладбище.

## Награды и звания
- Медаль «Серп и молот» (1966 год)
- два ордена Ленина
- орден Трудового Красного Знамени
- медали